# IFU Arena
El IFU Arena es un estadio de atletismo, baloncesto y floorball ubicado en Upsala (Suecia). Fue inaugurado el 18 de agosto de 2016. El estadio es la sede de varios equipos de floorball: el Storvreta IBK, el IK Sirius IBK, IK el Sirius FBC (una fusión del IK Sirius IBK y el FBC Uppsala), el Hagunda IF y el Björklinge BK.
El IFU Arena está formado por cinco pabellones donde se pueden practicar deportes como floorball y baloncesto. Estos pabellones se denominan «Hall» y se distinguen con letras, desde la «A» hasta la «E». Además, también hay un sexto pabellón, el «Hall F», que tiene una pista donde se practica atletismo. La sala A es la principal y tiene un aforo de 2.880 personas.
El IFU Arena está situado en Råbyvägen, en el campo deportivo de Gränby, junto con las salas de hielo de Gränby, Recoverhallen y UTK-hallen. El estadio es propiedad conjunta de Uppsala IF Athletics y Uppsala Floorball Alliance (una asociación de 16 combinados de Floorball en Upsala) a través de la empresa IFU Arena AB .

## Deportes

### Floorball
El uso más habitual del IFU Arena es el de estadio de floorball debido a los numerosos equipos de distintas categorías de este deporte que tienen el recinto de Upsala como estadio local.

### Baloncesto
El equipo de baloncesto local, Uppsala Basket, utiliza el IFU Arena como estadio local en sus encuentros de la Svenska basketligan, la primera división nacional de baloncesto.

### Atletismo
El Pabellón F permite prácticas y encuentros de atletismo en Upsala. Tanto es así, que el recinto de casi 3.000 espectadores de capacidad ha sido sede de encuentros de categoría Plata del World Athletics Indoor Tour.